# Ubayy ibn Kab
Ubayy ibn Kab ibn Qays al-Ansarí (àrab: أُبَيّ بن كعب بن قيس الأنصاري, Ubayy b. Kaʿb b. Qays al-Anṣārī) o, més senzillament, Ubayy ibn Kab, també conegut com a Sàyyid al-Qurrà, fou un company del profeta Mahoma, del qual fou secretari a Medina. Fou el primer informador de l'Alcorà. Va morir entre 640 i 656. Podia recitar l'Alcorà de memòria en vuit nits. La seva versió de l'Alcorà no fou reconeguda, tot i que fou acceptada a Síria fins que la versió oficial establerta per Uthman ibn Affan es va imposar. Degut a la seva memòria, recordava algunes revelacions del Profeta i les hi retornava quan aquest acabava el tràngol.